# Zuidzandepolder

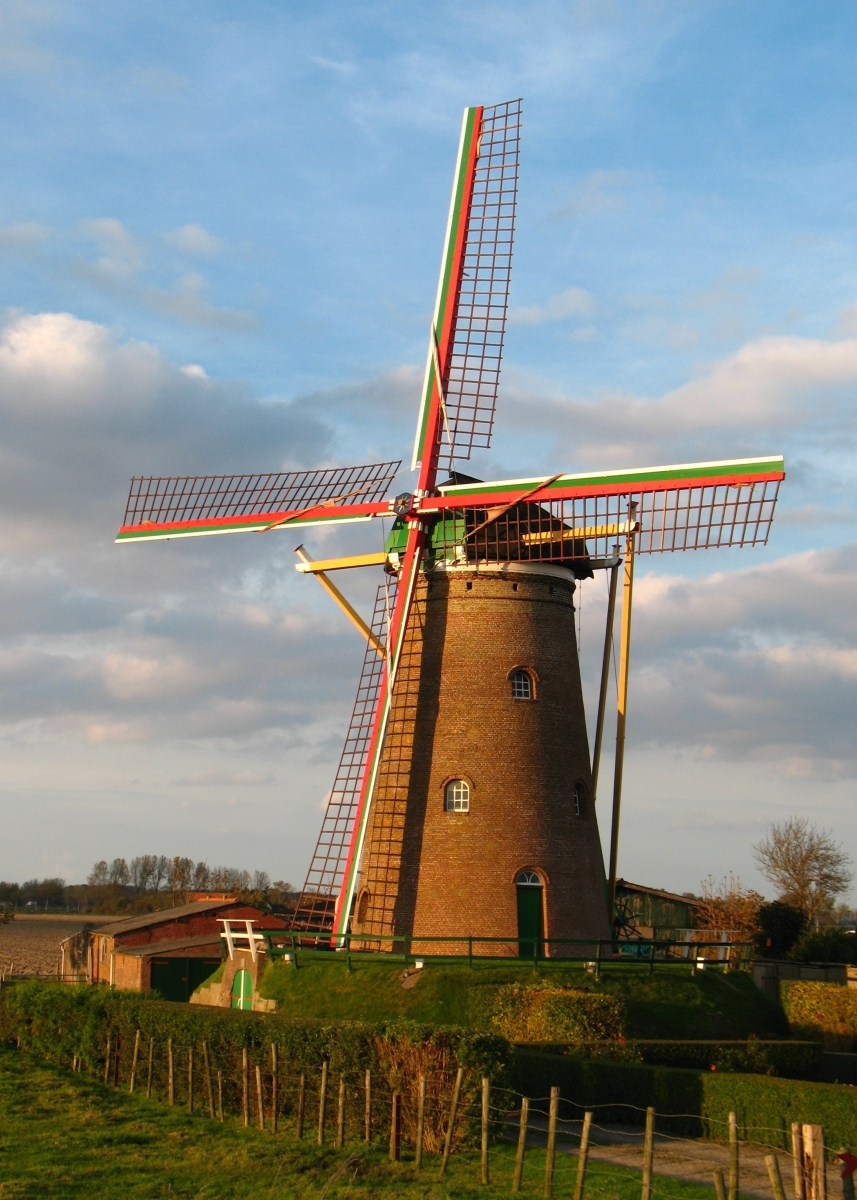
De Zuidzandse Molen is een markant bouwwerk in de Zuidzandepolder

De Zuidzandepolder is een zeer oude polder in West-Zeeuws-Vlaanderen, waarop het dorp Zuidzande gelegen is. Ze behoort tot de Polders van Cadzand, Zuidzande en Nieuwvliet.
De Zuidzandepolder is, evenals de Oudelandse Polder, vóór 1112 ontstaan. Er werden op een zandplaat een 28-tal kleine poldertjes, de "beginnen", gevormd door de gebiedjes met een kade (een lage dijk) te omringen. Perceelscheidingen, zoals sloten en wegen, geven de begrenzing van deze beginnen nog aan. Het oudste begin wordt verondersteld te zijn ingedijkt ter plaatse van de Berghoeve, die met 1 meter boven NAP iets hoger lag dan het omringende polderland en waar zich in de vroege Middeleeuwen een zandplaat bevond die het Zuidzand was genaamd. Wegen en sloten in de Zuidzandepolder lopen min of meer concentrisch om deze plek heen. De Zuidzandepolder heeft een oppervlakte van 521 hectare.
Vermoedelijk is de Zuidzandepolder reeds in een vrij vroeg stadium met de Oudelandse Polder en Cadzand verbonden. Het dorp Zuidzande werd vermoedelijk reeds in een vroeg stadium gesticht op een driesprong van dijken, daar waar de Zuidzandepolder, de Capellepolder en de Antwerpenpolder bij elkaar komen.
De Zuidzandepolder wordt begrensd door de Sluissestraat, de Sluissedijk, de Terhofstededijk, de Oudelandseweg, de Noordmansweg, de Platteweg, de Provincialeweg en de Molenweg. Naast het dorp Zuidzande liggen ook de buurtschappen Slikkenburg en Potjes in de polder, en hoeven als De Noorman, de Berkenhoeve en de Berghoeve.